# Азербайджанський державний театр юного глядача
Азербайджа́нський держа́вний теа́тр ю́ного глядача́ (азерб. Azərbaycan Dövlət Gənc Tamaşaçılar Teatrı) — державний театр у столиці Азербайджану місті Баку. 

## З історії театру
Театр був заснований в 1928 році, тоді російська трупа дала перші вистави. У 1930 році до складу театру увійшла і азербайджанська трупа створена на основі піонерського драматичного гуртка при Бакинському клубі моряків.
Перші роки театр ставив п'єси російських письменників які були і в репертуарі ТЮГів інших міст СРСР. П'єси ці переводилися на азербайджанську мову. У 1930-і роки в репертуарі з'являються вистави за п'єсами азербайджанських драматургів: «На вулицях» Джафарова та Мелік-Еганова (1932), «Нергіз» (1936), «Аяз» (1937), «Гизил Гуш» Сеідзаде (1938), «Партизан Мамед» Іскандерова і Рахмана (1939).
У 1936 році театру було присвоєно ім'я Максима Горького.
Театр також ставить класичну драматургію російських і зарубіжних авторів, п'єси радянських письменників і драматургів: «Ревізор» М. В. Гоголя (1937), «Слуга двох панів» Шекспіра (1946), «Як гартувалася сталь» О. М. Островського (1947).

### Трупа театру
- Ельхан Гурбанов (1952—2011)